# Chiesa del Sacro Cuore di Maria (Madignano)
La chiesa del Sacro Cuore di Maria è un edificio religioso di Madignano.

## Storia
La chiesa del Sacro Cuore, o auditorium o "césa nóa", come viene popolarmente chiamata dai madignanesi, fu voluta dal priore Celestino Premoli nel 1840 pensandola come chiesa sussidiaria, ma forse coll'intento di sostituirla in seguito alla “césa ècia”, la chiesa parrocchiale ancora correntemente utilizzata. Lo Zavaglio, tuttavia, ipotizza la sua costruzione col fine di realizzare un santuario  dedicato alla Vergine alla quale invocare protezione per le calamità e le guerre del tempo.
Lo spazio venne identificato in quello che fino agli al XIX secolo era occupato dal vecchio cimitero, spostato dalle leggi napoleoniche fuori dal paese agli inizi del secolo; lo stesso priore acquistò con proprio denaro alcune case attigue per avere maggior spazio.
L'incarico del progetto fu affidato all'ingegner Carlo Donati ed i lavori iniziarono nel 1843. Mentre la costruzione dell'edificio avanzava si optò per una modifica al progetto, allungando la chiesa di una campata e innalzando quella centrale per mantenerne le proporzioni. Ciò causò un notevole aumento delle spese ed una diminuzione dell'entusiasmo dei fedeli che vennero meno alle offerte; per trovare una soluzione i promotori al progetto cedettero l'edificio al comune in cambio del completamento dell'opera e del pagamento delle spese. L'edificio ritornerà di proprietà della parrocchia nel 1911.
Sia il priore Premoli che il fabbriciere Tessadori, un altro dei promotori, non poterono vedere l'inaugurazione che avvenne il 13 maggio 1850 alla presenza di S. E. il vescovo di Crema Mons. Giuseppe Sanguettola. In seguito la chiesa venne adornata di un pregevole organo, oggi smantellato, e di una preziosa statua raffigurante il Sacro Cuore di Maria, alla quale la chiesa è dedicata.
L'edificio non ha mai subito cambiamenti e presenta oggi le stesse forme del 1850, privo del campanile mai realizzato. Viene utilizzata raramente dalla parrocchia come auditorium per pochi eventi e in alcuni casi ha svolto il ruolo di chiesa sussidiaria: così è avvenuto, ad esempio nel 2000, quando nella parrocchiale settecentesca venne rifatto il pavimento.